# Voor alles
Voor alles is een lied van Wende Snijders, dat zij zong tijdens haar theatertournee Mens (waar later een compact disc van verscheen) in 2017/2018.
De tekst voor het lied is geschreven door Joost Zwagerman, het basismateriaal verscheen onder de titel Voor alles bang geweest in zijn bundel Voor alles uit 2014. Zwagerman maakte destijds Snijders attent op dit gedicht, dat volgens hem wel geschikt zou zijn voor een lied. Snijders nam het voorstel aan, maar deed er in eerste instantie niets mee. Toen Zwagerman in 2015 een einde aan zijn leven maakte, herinnerde Snijders zich dat zij nog de ruwe tekst had. Ze ging aan het werk, waarbij het haar opviel, dat Zwagerman de tekst zo had geschreven dat er redelijk eenvoudig een lied van gemaakt kon worden. Ze gaf later toe dat ze vaker teksten van dichters ontving, maar dat door het metrum muziek erbij schrijven niet altijd meeviel. Snijders moest ook hier nog wat snijden in de tekst. Ze kwam met een minimalistische begeleiding, die zowel op toetsinstrumenten (esoterische klanken) als op gitaar speelbaar is. De tekst geeft Zwagermans angst voor alles weer (behalve voor "jou"), een toestand die vaker optreedt bij depressies, een ziekte waaraan Zwagerman leed. Het lied was op 8 september 2017 te zien in De Wereld Draait Door en nogmaals op 17 maart 2020.
Ook werd het nummer gedraaid tijdens de Zomergasten aflevering van Robert Vermeiren, 1 augustus 2021.
Het lied kreeg op 17 april 2018 de Annie M.G. Schmidt-prijs 2017 toegekend, Snijders had die prijs al eerder mogen ontvangen voor haar lied De wereld beweegt (2007). Tegelijkertijd met de ontvangst van de prijs verscheen het lied op downloadsingle.